# Microsechium gonzalo-palomae
Microsechium gonzalo-palomae är en gurkväxtart som beskrevs av R. Lira Saade. Microsechium gonzalo-palomae ingår i släktet Microsechium och familjen gurkväxter. Inga underarter finns listade i Catalogue of Life.